# Love Lab
Love Lab (恋愛ラボ, Rabu Rabo) é uma série de mangá no estilo 4-koma escrita e ilustrada por Ruri Miyahara , e é publicado pela editora Houbunsha. Uma adaptação em anime criada pelos estúdios Dogakobo foi ao ar em Julho de 2013.

## Sinopse
Love Lab se passa na Academia para Garotas Fujisaki, que é conhecida por ter alunas excelentes. A aluna que mais se destaca é Natsuo Maki, presidente e vice-presidente do conselho estudantil, que é admirada pelas outras alunas pelo seu comportamento calmo e responsável. Na outra ponta esta Kurahashi Riko que é admirada pela sua personalidade forte e pueril. Riko acidentalmente vê Maki praticando beijos com um travesseiro na sala do conselho estudantil e descobre que ela não é tudo aquilo que todos pensam. Riko é forçada em guardar o segredo de Maki e se juntar a ela em estudos sobre o amor. 

## Personagens

### Principais
Riko (リコ) / Riko Kurahashi (倉橋 莉子, Kurahashi Riko)
Dublada por: Manami Nukamura
A personagem principal da série, uma garota popular admirada pela sua personalidade forte e pueril. Ela serve como assessor do presidente do conselho estudantil. Ela finge ter experiência no amor, sendo assim considerado um mentor de romance por Maki. Ela é conhecida na sua escola como o "Wild One", um título que a choca.
Maki (マキ) / Natsuo Maki (真木 夏緒, Maki Natsuo)
Dublada por: Chinatsu Akasaki
A presidente e vice-presidente do Conselho Estudantil. É admirada por sua personalidade responsável e educada. Ela é admirado por colegas de Riko. Apesar de sua reputação como um aluno modelo, na verdade, Maki tem como objetivo aprender sobre romance. Sua devoção para isso pode levar a extremos para o ponto onde ela possuir um travesseiro abraço chamado "daki", que às vezes ela usa como prática para beijar. Seu pai é dono de um famoso fabricante de roupas íntimas.
Suzu (スズ) / Suzune Tanahashi (棚橋 鈴音, Tanahashi Suzune)
Dublada por: Inori Minase
Suzu é uma garota pequena e timida. É a secretária do conselho estudantil.
Eno (エノ) / Yuiko Enomoto (榎本 結子, Enomoto Yuiko)
Dublada por: Ayane Sakura
Eno é uma garota rica e ex-presidente do Conselho Estudantil. Atualmente é a vice-presidente. É amiga íntima de Sayo.
Sayo (サヨ) / Sayori Mizushima (水嶋 沙依理, Mizushima Sayori)
Dublada por: Yō Taichi
Sayo é a tesoureira do Conselho Estudantil e amiga de Eno. Infame e conhecida por ser um pouco mau e avarenta, Sayo, na verdade, tem um namorado que mora no bairro vizinho.

## Mídia

### Mangá
Escrito e ilustrado por Ruri Miyahara , o mangá é publicado pela editora Houbunsha . Começou inicialmente na revista Manga Home , porém mais tarde passou para a revista Manga Time Special , onde é publicado até hoje.

### Anime
Uma adaptação em anime foi ao ar no Japão no dia 4 de Julho de 2013. A série é produzida pelos estúdios Dogakobo e Aniplex e dirigida por Masahiko Ohta, com design de personagens feito por Chiaki Nakajima. Os temas de abertura e encerramento são "Love Shitai—!" (恋愛(ラブ)したいっ!) e "Best Friends", ambas por Manami Numakura, Chinatsu Akasaki, Inori Minase, Ayane Sakura e Yō Taichi.